# Югославска народна армия
Югославската народна армия (на сърбохърватски: Jugoslovenska narodna armija, ЈNА) представлява въоръжените сили на Социалистическа федеративна република Югославия от 22 декември 1951 г. до 20 май 1992 г.
Върховният главнокомандващ на ЮНА е Йосип Броз Тито, председател на СФРЮ. След неговата смърт през 1980 г. ЮНА има колективно върховно председателство начело с председател, сменян на ротационен принцип от страните-членки на федерацията.